# George Probert
George Arthur Probert (Los Angeles, 5 maart 1927 - Monrovia, 10 januari 2015) was een Amerikaanse jazz-klarinettist, saxofonist (sopraansaxofoon, altsaxofoon en baritonsaxofoon) en bandleider in de dixieland-jazz.
Probert, een autodidact, speelde bij Bob Scobey (1950-1953) en de Creole Jazz Band van Kid Ory (1954). Met Scobey's en Ory's groepen nam hij op. In de periode 1954-1969 speelde hij in Firehouse Five Plus Two, een dixieland-revival-band, bestaande uit medewerkers van de Walt Disney-studio's. Het was de huisband van Disney. Hij was ook enige tijd muzikaal leider bij Disney. Vanaf 1973 toerde Probert met eigen bands in Amerika en Europa, zo speelde hij in Nederland op het Breda Jazz Festival. In 1997 toerde hij met Big Bill Bissonnette's International Jazz Band in Europa.
Probert maakte enkele albums onder eigen naam. Hij speelde tevens mee op platen van anderen, waaronder Sam Jones en de Frisco Syncopators.

## Discografie
- Siren Songs, Jazz Crusade, 1995
- By George! It's Probert in England (met Sarah Bissonnette's British All-Stars), Jazz Crusade, 1996
- George Probert's Second Story Jazz Band, Jazzology Records, 2000